# Linthgletscher

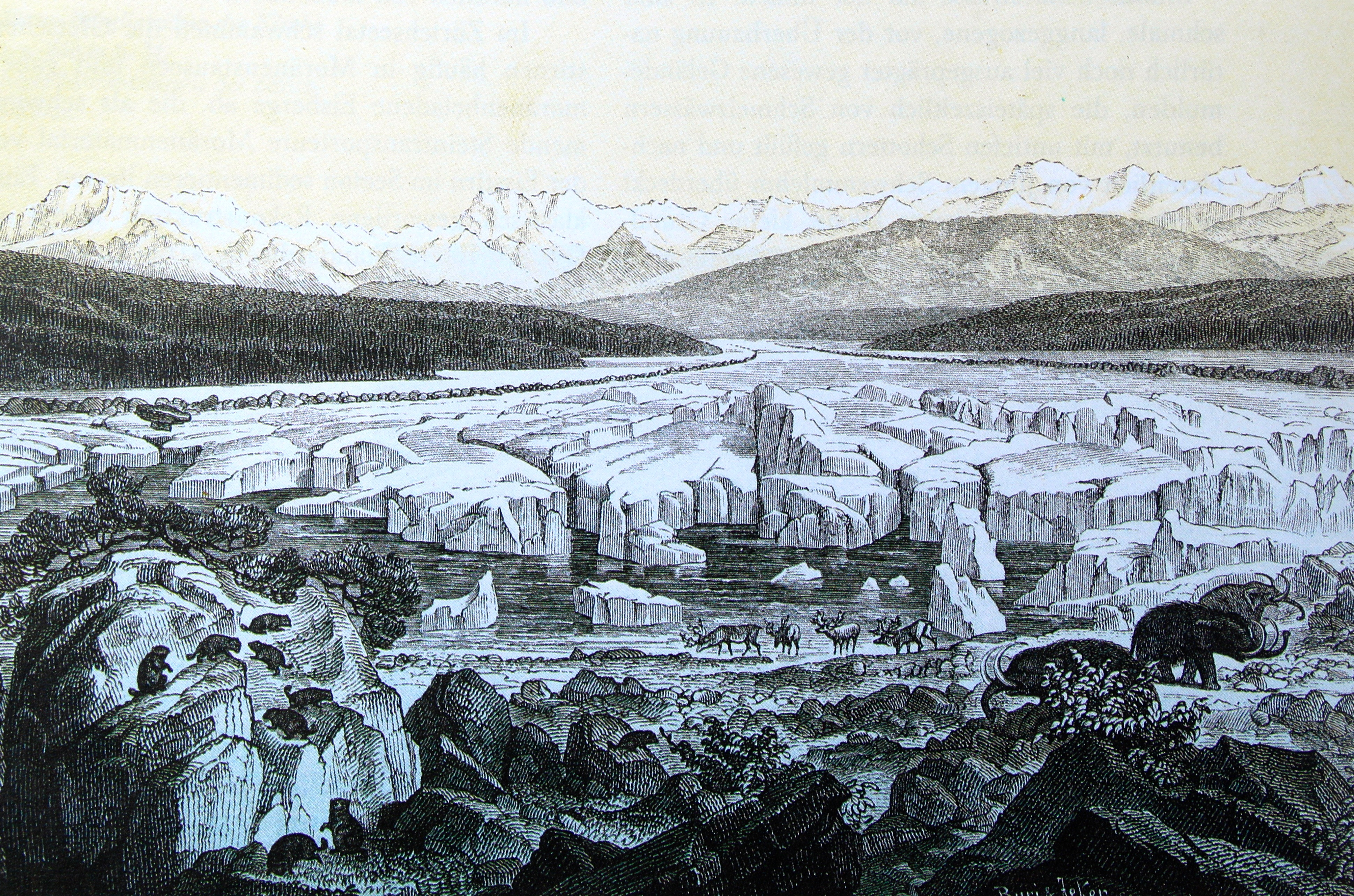
Der Linthgletscher im Zürichseebecken am Ende der letzten Eiszeit, ca. 8000 v. Chr.

Der Linthgletscher war ein Gletscher in der Schweiz.
Der Gletscher stiess während der letzten Eiszeit durch das Linthtal  über das Zürichseetal bis ins Limmattal vor. Bei seinem Rückzug bildete sich unter anderem der Zürichsee.
Folgende Gletscher und Firne können als Reste des Linthgletschers bezeichnet werden:
- Claridenfirn mit dem Spitzalpefirn, am Südfuss von Clariden, Bocktschingel und Gemsfairenstock,
- Sandfirn, in der Senke zwischen hinterem Spitzalpestock, Chli Tödi und Tödi,
- Vorder- und Hinterer Rötifirn an den Flanken des Tödi,
- Bifertenfirn, in der Senke zwischen Tödi, Piz Urlaun und Bifertenstock,
- Griessfirn und Limmernfirn, östlich des Vorderen und Hinteren Schiben.
- Lattenfirn, an der Westflanke des Muttenstocks, südöstlich der Muttenalp.